# توم ماكبيث
توم ماكبيث هو ممثل كندي، ولد في 4 يناير 1958 بفانكوفر في كندا.

## أعمال

### أفلام
- (1988) المتهم
- (1994) تايمكوب[3]
- (1995) العزلة[4]
- (2007)  قداسة[5][6][7]
- (2009) المراقبون[8]

### مسلسلات
- المسافرون
- الملفات الغامضة
- نزل بيتس[9]

## وصلات خارجية
- توم ماكبيث على موقع IMDb (الإنجليزية)
- توم ماكبيث على موقع ألو سيني (الفرنسية)
- توم ماكبيث على موقع أول موفي (الإنجليزية)
- توم ماكبيث على موقع قاعدة بيانات الأفلام السويدية (السويدية)
- توم ماكبيث على موقع قاعدة بيانات الفيلم (الإنجليزية)
- توم ماكبيث على موقع كينوبويسك (الروسية)